# Vengeance (pel·lícula de 2009)
Vengeance (復仇) és una pel·lícula de thriller d'acció de 2009 coproduïda i dirigida per Johnnie To, i escrita per Wai Ka-Fai. És protagonitzada per Johnny Hallyday, Anthony Wong, Gordon Lam, Lam Suet, Simon Yam, Michelle Ye i Sylvie Testud. La pel·lícula explica la història de Francis Costello, un xef francès i antic assassí la filla, el gendre i els néts del qual són atacats per una banda de Tríades. Costello viatja a Macau per embarcar-se en una recerca de venjança, demanant l'ajuda de tres sicaris. La pel·lícula explora els temes de l'assassinat, la violència i la influència de les Triades en la societat moderna. Produïda per Milkyway Image, la pel·lícula va ser estrenada per ARP Sélection a França i Media Asia Films a Hong Kong Kong.
La idea de dirigir una pel·lícula en anglès va sorgir amb els cofundadors d'ARP Michèle i Laurent Pétin, que tenien Alain Delon en ment per al paper principal. El 2006, després que Delon rebutgés el paper, els Pétins van recomanar a Hallyday, que va ser seleccionat per al paper principal després de reunir-se amb To a principis de 2008. La fotografia principal va començar el novembre de 2008 i va concloure el gener de 2009; El rodatge es va dur a terme en localitzacions de Hong Kong i Macau, amb un equip principalment basat a Hong Kong.
Vengeance va competir per la Palma d'Or al 62è Festival Internacional de Cinema de Canes, i es va estrenar en cinemes a França el 20 de maig de 2009. La pel·lícula es va estrenar més tard a Hong Kong el 20 d'agost de 2009. Es va estrenar a Amèrica del Nord al Festival Internacional de Cinema de Toronto de 2009. Vengeance va rebre crítiques positives, amb diversos crítics que van lloar la direcció de To, l'actuació de Hallyday, la fotografia i el muntatge. Durant la seva actuació en sales, la pel·lícula va recaptar més d'1,3 milions de dòlars arreu del món, després d'haver estat estrenada a Àsia i parts d'Europa. Als Estats Units, la pel·lícula va ser distribuïda per IFC Films, que la va fer disponible com a vídeo a demanda en formats de televisió de pagament. La pel·lícula va ser nominada a la millor banda sonora de pel·lícula original als 29ns Premis de Cinema de Hong Kong.

## Argument
A Macau, tres homes irrompen en una casa, disparen a Irene Costello (Sylvie Testud) i maten el seu marit i els seus dos fills. El pare de la Irene, Francis Costello (Johnny Hallyday), arriba per visitar la seva filla que ara pateix ferides greus. Tot i això, pot dir-li al seu pare que hi havia tres tiradors i que va disparar a un dels assassins a l'orella. En un hotel, Costello es troba amb Kwai (Anthony Wong), Chu (Lam Ka-Tung) i Fat Lok (Lam Suet), un trio de sicaires que són contractats per assassinar la dona infidel del cap del crim de la Triada, George Fung (Simon Yam). Després d'escoltar l'assassinat en una habitació d'hotel, Costello arriba a un acord tàcit per marxar. Costello després localitza el sindicat de Kwai, els entrega una pila de euros i el seu rellotge, i els demana que l'ajudin a venjar la mort de la família de la seva filla. Abans de fer-ho, però, fa una foto Polaroid de cadascun dels sicaris i escriu els seus noms a les fotos perquè no oblidi qui són. Els quatre van a l'apartament on es va produir el tiroteig i descobreixen què va passar, el nombre de tiradors i les armes utilitzades.
Els quatre visiten un abocador per conèixer el cosí de Kwai, Tony, que subministra armes il·legals. Tony els diu que va "serrar" una arma de foc per a un sicari de Hong Kong que treballa a Seafood Street. Quan els quatre homes arriben al carrer, veuen un home amb un embenat a l'orella. Tanmateix, només veuen dos homes. El sindicat de Kwai decideix esperar fins que els homes els condueixin al tercer atacant. Els dos sospitosos es dirigeixen cap al camp mentre segueix el sindicat de Kwai.
Els dos homes més tard arriben a una reserva natural quan apareix el tercer assassí. El trio coneix les seves dones, els seus fills i el sindicat de Kwai durant una barbacoa. Després d'un enfrontament tens, expliquen que van matar els néts de Costello perquè els nens els havien vist la cara. No volent iniciar un tiroteig davant de les dones i els fills dels tres atacants, tothom espera a marxar. Es produeix un tiroteig a la llum de la lluna i ambdós bàndols pateixen ferits. Els tres atacants fugen, mentre el sindicat de Costello i Kwai es refugia en un apartament deteriorat a Hong Kong per tractar les seves ferides. Costello revela que és un antic assassí i que fa vint anys que té una bala al cap, que li està afectant la memòria.
Poc després d'haver atès les seves ferides, Kwai rep una trucada telefònica del cap de la tríada Fung, que li informa que tres dels homes necessiten ajuda i estan amb un metge clandestí no registrat conegut com "Old Five". Fung li diu a Kwai que els seus homes van ser atacats per tres xinesos i un home blanc. Els quatre homes s'adonen que Fung va ordenar el cop a la filla de Costello i la seva família. Es dirigeixen a l'habitatge i maten els tres atacants, però deixen amb vida l'Old Five, que telefona a Fung informant del que ha passat. Fung llavors es posa en contacte amb Kwai, explicant que Thompson Cheung Chi-shun, el gendre de Costello, estava lliurant els informes financers de Fung a la policia, i que només va ordenar als seus homes que matessin els pares. Kwai respon que el seu sindicat ha canviat la seva lleialtat de Fung a Costello com a qüestió d'honor.
Aquella nit, Fung envia més assassins al refugi de Kwai per eliminar el sindicat de Kwai. Es produeix un tiroteig, amb els quatre homes que surten victoriosos. Quan escapen, el sindicat de Kwai perd la pista de Costello, que camina per un carrer ple de gent, aparentment perdut per la pluja nocturna. Treu les fotos Polaroid que va fer als sicaires abans i intenta trobar-les entre la multitud. Es tornen a trobar, però es fa evident que en Costello té un problema amb la memòria i ràpidament ha oblidat qui són els seus amics, però també què està fent. Els sicaris intenten explicar a Costello que busca venjança de la seva filla, però Costello no la reconeix, ni entén el concepte de venjança. Els tres homes es rendeixen desesperats i el porten a una platja on es troben amb l'amiga de Kwai, Big Mama (Michelle Ye), una dona embarassada amb un grup de nens. Kwai li dona una pila de diners i li demana que cuidi en Costello. El sindicat de Kwai torna a Macau perquè van perdre el contacte amb el cosí de Kwai, Tony, que els subministra les seves municions. Quan arriben a l'abocador on viu en Tony, el troben i el seu company morint mentre són torturats per Fung i la seva banda. Aviat, apareix un gran grup d'assassins enviats per Fung i es produeix un tiroteig. Kwai, Chu i Fat Lok són assassinats. Costello i Big Mama s'assabenten del tiroteig durant una notícia. Més tard aquella nit, Costello té una visió dels 3 sicaris i la Irene en el més enllà, implicant que la seva filla va morir pels seus insults i també li recorda la seva missió de venjança contra Fung.
L'endemà, en Fung està prenent el te a una plaça pública envoltat dels seus subordinats. Veu una dona preciosa (en realitat és Big Mama) prenent te a la mateixa plaça. Mentre intenta cridar la seva atenció, un gran grup de nens li demanen que compri adhesius de caritat. Els nens col·loquen adhesius a Fung i als seus homes. Big Mama surt de la plaça i es troba amb Costello, i després li diu que l'home de tornada a la plaça amb més adhesius és en Fung. Costello li agraeix, es dirigeix cap a la plaça i comença a disparar a molts dels guàrdies així com a Fung mentre es produeix el caos. Tanmateix, Fung resulta que porta una armilla antibales. Els seus subordinats l'ajuden a fugir de Costello, que el persegueix a peu. Mentre en Costello camina, comprova si hi ha adhesius als espectadors, cosa que fa saber a Fung que Costello no el reconeix, a part dels adhesius que porta. Fung treu els adhesius de l'abric i els posa a la jaqueta d'un subordinat. Això fa que Costello dispari al subordinat de Fung. Aleshores, Fung es treu l'abric amb tots els adhesius i se'n va corrent.
Costello agafa la gabardina i dispara a més subordinats que s'interposen en el seu camí. Fung és finalment l'últim membre supervivent, així que intenta caminar amb indiferència per Costello, confiant en la incapacitat del francès per reconèixer-lo sense l'abric, però mentre passa, Costello veu un adhesiu a la corbata de Fung. Els dos homes es disparen l'un a l'altre. Fung és colpejat i Costello li demana que es posi l'abric, cosa que Fung es nega, de manera que Costello li dispara a la cama. Fung es posa l'abric, Costello comprova els forats de bala de l'abric i veu que s'alineen amb les bales enganxades a l'armilla antibales que portava. Costello s'aixeca i dispara una bala al cap de Fung, matant-lo. Costello es veu per última vegada menjant i rient amb la Big Mama i els seus fills.

## Repartiment
- Johnny Hallyday interpreta Francis Costello, un assassí retirat convertit en xef. El personatge porta el nom de Jef Costello, el personatge principal interpretat per Alain Delon a la pel·lícula de Jean-Pierre Melville de 1967 El samurai.[4]
- Anthony Wong interpreta a Kwai, un sicari de Hong Kong que accepta ajudar Costello durant la seva visita a Macau.[4]
- Lam Suet interpreta a Fay Lok, la companya de delinqüència de Kwai. La veu de Lam està doblada per Conroy Chan.
- Gordon Lam interpreta Chu, un altre dels socis de Kwai en el crim. La veu de Lam és doblada per Terence Yin.
- Simon Yam interpreta George Fung, l'antagonista de la pel·lícula. És el cap de Lok, Chu i Kwai.[4]
- Sylvie Testud és Irene Costello-Thompson, la filla de Costello;[4]
- Michelle Ye és Big Mama, una dona embarassada que ajuda Costello en la seva lluita per venjança
- Vincent Sze és el senyor Thompson Cheung Chi-shun, el marit d'Irene i el pare dels seus dos fills.[4]

Eddie Cheung, Berg Ng, Felix Wong apareix com a Python, Wolf i Crow, un trio de sicaires contractats per matar la Irene i la seva família. Maggie Shiu interpreta l'inspector Wong, un inspector de policia de Hong Kong, i Alan Chui Chung-San com el guardaespatlles de George Fung.

## Producció

### Equip
Vengeance és una coproducció Hong Kong-França entre la companyia de Hong Kong Media Asia i el distribuïdor francès ARP Sélection. La pel·lícula va ser produïda per Milkyway Image, la productora independent de Hong Kong fundada per Johnnie To i Wai Ka-fai. La pel·lícula reuneix To i Wai, després de la seva col·laboració a la pel·lícula de Hong Kong del 2007 Mad Detective. L'equip de Vengeance es va basar principalment a Hong Kong, i van ser col·laboradors anteriors de les pel·lícules anteriors de To: Cheng Siu-Keung va servir com a director de fotografia; Stanley Cheung va exercir de dissenyador de vestuari; durant la postproducció Martin Chappell va servir com a editor de so, mentre que David M. Richardson va ser l'editor de la pel·lícula; Lo Tayu va compondre la banda sonora, després d'haver fet el mateix amb les pel·lícules anteriors de To, Election,  All About Ah-Long i The Big Heat; Nicky Li, membre del Jackie Chan Stunt Team va servir com a coreògraf d'acció.

### Desenvolupament
Després d'haver distribuït diverses pel·lícules de To a França, Michèle Pétin i el seu marit Laurent van discutir la idea de tenir To dirigir un llargmetratge en anglès. El març de 2006, els Pétin es van trobar amb To a Sai Kung Town, Hong Kong, on li van expressar la seva idea. La parella va mencionar Alain Delon com a possibilitat per al paper principal.
Va tornar a França el maig de 2006, mentre la seva pel·lícula, Election 2, s'estrenava "Fora de Competició" al 60è Festival Internacional de Cinema de Canes. Es va reunir amb Delon, que havia expressat el seu interès a treballar amb To, i To va prometre reunir-se amb Delon un cop s'hagués escrit un tractament cinematogràfic. Va tornar a França el març de 2007, on va lliurar als Pétins un seqüenciador del que ell i el guionista Wai Ka-Fai havien imaginat. Delon, però, ja no estava interessat en el projecte. El juliol de 2007, els Pétin es van reunir amb el músic i actor francès Johnny Hallyday, que estava interessat a fer una nova pel·lícula. Després de reunir-se amb Hallyday, que havia expressat el seu amor pel cinema mundial, els Pétin van decidir que seria perfecte en el paper principal.
El febrer de 2008, mentre promocionava la seva pel·lícula anterior, Sparrow, al Festival Internacional de Cinema de Berlín, To va ser abordat pels Pétin, que li havien promès que establirien una reunió amb Hallyday. Tot i que Hallyday era un fan de les seves pel·lícules, To mai havia sentit a parlar de Hallyday. Els productors van donar a To imatges dels concerts de Hallyday juntament amb una còpia de la pel·lícula francesa de 2002 L'Homme du train, coprotagonitzada per Hallyday. Després de veure el metratge donat, To va expressar que havia gaudit de la pel·lícula, però que estava més impressionat amb les actuacions dels concerts musicals de Hallyday. A la seva primera reunió, To va decidir que Hallyday seria perfecte en el paper principal.
Els plans de producció gairebé es van aturar quan To va ser contractat per refer la pel·lícula francesa de 1970 El cercle vermell, el que significa que Vengeance no es faria fins al 2010. No obstant això, al juny i al juliol de 2008, Ding Yuin-Shan, un assistent de producció i traductor d'anglès de To, es va posar en contacte amb Hallyday i els Pétins i els va dir que els plans de producció del remake estaven endarrerits i que To estaria preparat per filmar Vengeance a finals d'octubre de 2008. Hallyday estava encantat de retrobar-se amb el director una vegada més i es va preparar per al seu paper veient diverses pel·lícules anteriors de To, abans de fer la seva primera visita a Hong Kong, on tindria l'oportunitat de conèixer els seus companys protagonistes. Abans que comencés la fotografia principal, Hallyday va conèixer els seus companys, Anthony Wong, Lam Ka-Tung, Simon Yam i Lam Suet, durant un sopar el 7 de novembre de 2008.

### Rodatge
Amb un pressupost d'11,5 milions de dòlars, la fotografia principal de Vengeance va tenir lloc a Hong Kong i Macau del 15 de novembre de 2008 al 31 de gener de 2009. El repartiment i l'equip de la pel·lícula van començar amb una celebració al terrat de l’estudi de Milkyway Image a Kwun Tong, Hong Kong. Tot i que la història està ambientada a Macau, es van rodar diverses escenes a Hong Kong.
Per a To, rodar Vengeance va ser diferent del seu estil habitual de fer cinema. Tot i que era acostumat a improvisar les seves escenes com a director, Vengeance va marcar la primera vegada que To havia de treballar amb un guó de rodatge complet, ja que els productors van exigir que la història i el diàleg ja estiguessin escrits. Hallyday va ser l'únic actor que va llegir el guió, ja que Anthony Wong tenia coneixement de la història. To va explicar que el seu propòsit era "mantenir els actors naturals i espontanis. No tenen temps per crear alguna cosa. Se'ls dona una situació i l'actuen de seguida". Un cop finalitzada la filmació, el repartiment i l'equip ho van celebrar fent un sopar final en un restaurant situat a prop de l'estudi Milkyway Image, amb l'esperança de retrobar-se al proper Festival Internacional de Cinema de Canes.

## Estrena

### Recorregut a sales

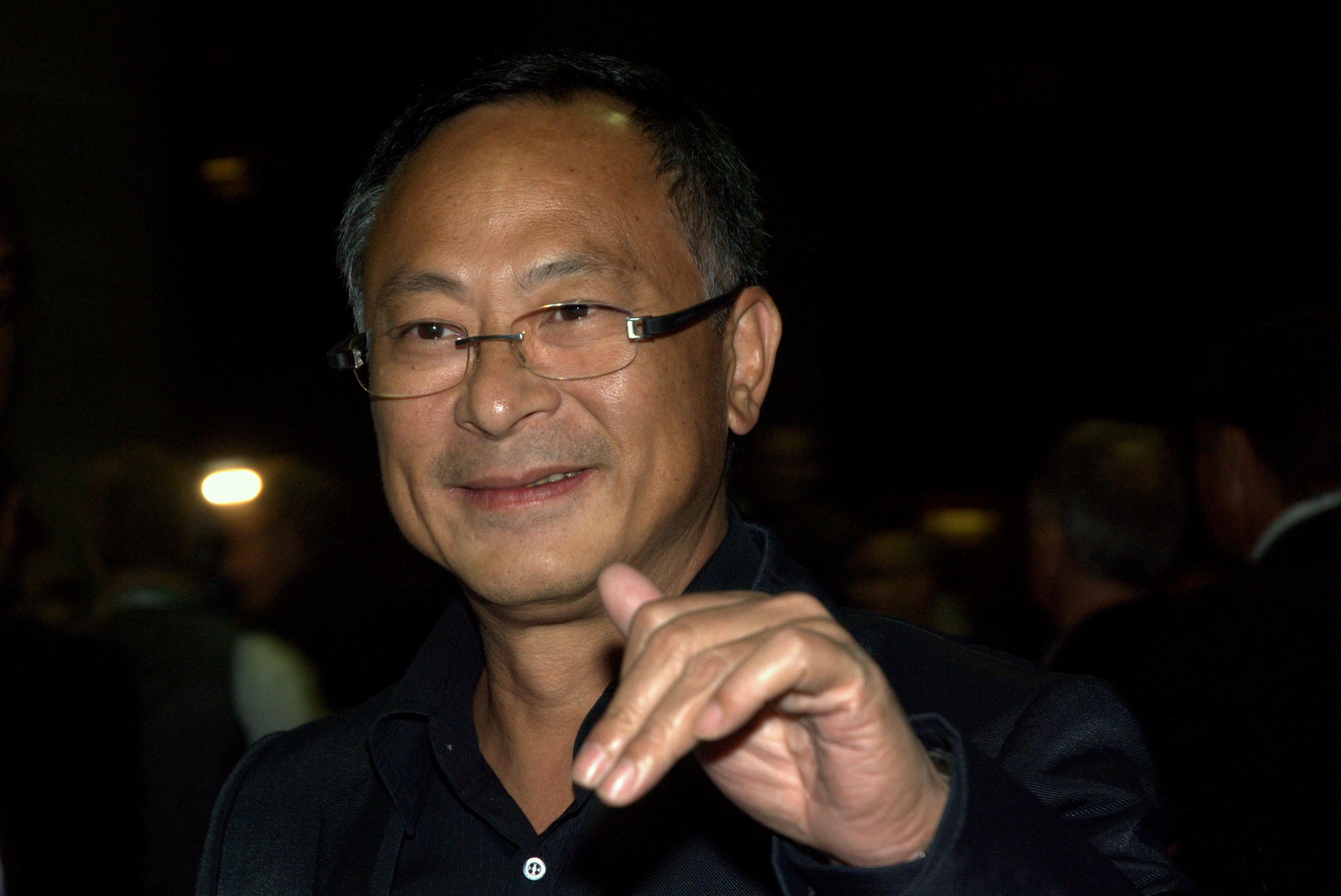
El director Johnnie To assistint a l'estrena de Vengeance al Ryerson Theatre durant el Festival Internacional de Cinema de Toronto 2009.

Vengeance es va projectar per primera vegada a França el 20 de maig de 2009. El 5 d'agost de 2009, la pel·lícula es va estrenar a Àsia al Festival Internacional de Cinema d'Estiu de Hong Kong de 2009. Es va estrenar als cinemes a Hong Kong el 20 d'agost de 2009 Vengeance també es va estrenar a altres països asiàtics, inclosa Malàisia el 27 d'agost de 2009; Taiwan el 31 d'octubre de 2009; i Singapur el 5 de novembre de 2009.

### Mitjans domèstics
Vengeance es va publicar en formats DVD i Blu-ray Disc a França i Hong Kong l'11 Desembre de 2009. També està disponible en format VCD a Hong Kong. L’estrena de la versió francesa inclou un DVD d'edició d'un sol disc; un DVD d'edició especial de dos discos; i un disc Blu-ray d'edició especial. A França, els formats de vídeo domèstic, juntament amb les seves característiques especials, no inclouen subtítols en anglès.
IFC Films actualment serveix com a distribuïdor nord-americà. Als Estats Units, la pel·lícula es va estrenar com a vídeo a la carta en formats de televisió de pagament, a partir del 4 d'agost de 2010.

## Recepció

### Resposta crítica
Vengeance ha rebut crítiques generalment positives dels crítics de cinema. Basat en 22 ressenyes, l'agregador de ressenyes Rotten Tomatoes informa que la pel·lícula té una puntuació del 91%, amb una valoració mitjana de 7,2 sobre 10. A Metacritic , la pel·lícula té una mitjana ponderada de 76 sobre 100 basada en 5 ressenyes.
Venjança va rebre per primera vegada elogis de diversos crítics que van assistir a la projecció al 62è Festival Internacional de Cinema de Canes. El crític de cinema del Chicago Sun-Times Roger Ebert va escriure que la pel·lícula tenia "certs paral·lelismes" amb la pel·lícula de Clint Eastwood de 1992 Sense perdó. En la seva ressenyainicial , Ebert va concedir a Venjança 3½ estrelles de quatre, descrivint-lo com "un thriller de fórmula fet com un exercici de gènere elegant." Justin Chang de Variety va escriure que la pel·lícula era "un thriller de venjança executat sense problemes." David Phelps, un crític de cinema de The Auters va concloure la seva crítica escrivint: "Si no és una de les pitjors pel·lícules de To, Vengeance és una de les seves millors." Manohla Dargis de The New York Times va escriure que la pel·lícula era un "punt destacat" de Canes, escrivint: "Amb la seva cara arruïnada i els ulls de serp pàl·lids, el Sr. Hallyday sosté la pantalla mentre el Sr. To la sacseja." Kirk Honeycutt de The Hollywood Reporter va elogiar la fotografia i el muntatge de la pel·lícula: "Cheng Siu -La cinematografia temperada de Keung dona a Vengeance una sensibilitat negra mentre que l'edició suau de David Richardson uneix les seqüències d'acció de la manera més satisfactòria." Mike Hale de The New York Times va escriure: "Vengeance no és Johnnie To de primer nivell... Però la poesia To no para de trencar-se: un tiroteig en un parc de la ciutat s'atura i comença quan els núvols passen davant la lluna."
Les crítiques negatives van comparar Vengeance amb les pel·lícules anteriors de To. Lee Marshall de Screen International va escriure: "El que realment falta a Vengeance és la inventiva narrativa que va aixecar pel·lícules com Breaking News o PTU de la caixa del gènere crim de Hong Kong i els va convertir en articles d'art crossover." Perry Lam de Muse Magazine va escriure: "En general, la pel·lícula manca dels flaixos de la vida i la brillantor que marquen les millors obres del gènere."

### Taquilla
A França, Vengeance es va estrenar a 280 cinemes i, en la seva primera setmana, es va estrenar a l'onzè lloc de la taquilla, només va recaptar 539.809 dòlars i va vendre 63.240 entrades. Els ingressos de la pel·lícula van disminuir un 66,9% en el seu segon cap de setmana, baixant al catorzè lloc i guanyant 178.459 dòlars a taquilla. ADesprés de només dues setmanes de llançament, Vengeance va recaptar un total de 744.881 dòlars només a França.
Vengeance es va estrenar a Bèlgica set dies després del seu llançament a França. El cap de setmana del 27 de maig de 2009 al 31 de maig, la pel·lícula es va estrenar al 22è lloc de la taquilla, guanyant 10.397 $ el cap de setmana d'estrena, amb un total brut de 11.439 $. La pel·lícula va caure al 29è lloc a la taquilla, recaptant només 6.886 dòlars en la seva segona setmana. Al final de les seves tres setmanes d'estrena a les sales a Bèlgica, Vengeance va recaptar un total de 27.377 dòlars.
Vengeance es va estrenar més tard a Hong Kong, on es va estrenar al sisè lloc, recaptant 121.837 dòlars el cap de setmana d'obertura. La pel·lícula va baixar al desè lloc en la seva segona setmana, amb una recaptació de 37.629 dòlars per un total brut de 208.976 dòlars. Durant les tres setmanes següents al seu llançament, Vengeance va continuar disminuint els ingressos així com el nombre de sales que projectaven la pel·lícula. La pel·lícula va caure al 21è lloc el cap de setmana del 3 al 6 de setembre de 2009, amb només 1.951 dòlars. Al final de la seva actuació en sales a Hong Kong, la pel·lícula va recaptar 236.027 dòlars. En total, Vengeance ha recaptat 1.346.952 dòlars a tot el món , tot i no ser llançat a altres parts d'Europa.

### Reconeixements
Vengeance va competir per primera vegada per la prestigiosa Palma d'Or al 62è Festival Internacional de Cinema de Canes. A Amèrica del Nord, la pel·lícula es va estrenar com a funció "Presentació especial" a la Ryerson Theatre durant el Festival Internacional de Cinema de Toronto de 2009.

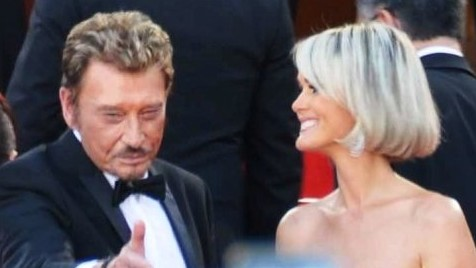
Johnny Hallyday amb la seva esposa Laeticia, promocionant la pel·lícula al Festival de Canes.

| Premis                             | Premis                                     | Premis          | Premis    |
| Premi                              | Categoria                                  | Nom             | Resultat  |
| ---------------------------------- | ------------------------------------------ | --------------- | --------- |
| 29ns Premis de Cinema de Hong Kong | Millor banda sonora de pel·lícula original | Lo Tayu         | Nominat   |
| 4ts Asian Film Awards              | Millor compositor                          | Lo Tayu         | Guanyador |
| 4ts Asian Film Awards              | Millor fotografia                          | Cheng Siu-Keung | Nominat   |

## Remake
Els directors israelians Nevot Papushdo i Aaron Kashels van ser contractats per Sony Pictures per dirigir una versió nord-americana de la pel·lícula.
La pel·lícula Oosaravelli en telugu del 2011 està basada de manera extraoficial en aquesta pel·lícula.